# Association internationale des conseils économiques et sociaux et institutions similaires
L'Association Internationale des Conseils Economiques et Sociaux et Institutions Similaires (AICESIS), association de droit néerlandais, a son secrétariat à Bruxelles (Belgique). Elle a été fondée le 1er juillet 1999 à Port-Louis (île Maurice).
Les membres de l’AICESIS sont des Conseils économiques et sociaux, Institutions consultatives composées d’organisations représentant les partenaires sociaux (organisations d'employeurs, syndicats de travailleurs) et autres acteurs de la société civile. Ce sont des composantes essentielles de la gouvernance participative dans les sociétés modernes. 
Les Conseils nationaux membres actifs sont des assemblées autonomes avec compétence nationale, tirant leur légitimité de la constitution, de la loi, d’un décret ou de n'importe quel autre mode de reconnaissance officielle par les autorités publiques, et bénéficiant d'une authentique représentativité des intérêts économiques, sociaux et parfois environnementaux. 
L’AICESIS se développe rapidement. Dans sa composition initiale, l'Association comptait 27 membres. En 2015, l'AICESIS compte 72 membres, issus de 4 continents : Afrique, Amérique latine et Caraïbes, Asie-Eurasie-Moyen-Orient et Europe.

## Histoire
L’idée de créer l’AICESIS fut lancée à l’initiative du Président du Conseil économique et social de France, Jean Mattéoli, et du Président du Conseil économique et social de Côte d'Ivoire, Philippe Yacé, à Caracas, au Venezuela en 1997.
Le 2 juillet 1999, à Port-Louis, les Conseils économiques et sociaux et Institutions similaires participants ont approuvé les statuts fondateurs à l’unanimité. Ces statuts ont été par la suite modifiés par les Assemblées Générales de Séoul, Corée du Sud, en septembre 2006, puis de Rio de Janeiro (Brésil), en juin 2012.

### Présidents de l’AICESIS
Le mandat de président de l'AICESIS est de deux ans. Les présidents successifs sont :
- M. Herman H. F. Wijffels : 1999-2001, président du SER des Pays-Bas ;
- M. Mohamed Salah Mentouri : 2001-2003, président du CNES d’Algérie ;
- M. Jacques Dermagne : 2003-2005, président du Conseil économique et social de France ;
- M. Wang Zhongyu : 2005-2007, président du CES de république populaire de Chine ;
- M. José Mucio Monteiro : 2007-2008, président du CDES du Brésil ;
- M. Janos Tott : 2008-2009, président du CES de Hongrie ;
- M. Antonio Marzano : 2009-2011, président du CNEL d'Italie  ;
- M. Mohamed Seghir Babes : 2011-2013, président du CNES d'Algérie ;
- M. Evgueny Velikhov : 2013-2015, président de la CC de la fédération de Russie ;
- Mgr Agripino Nunez Collado : 2015-2017, président du CES de République Dominicaine ;
- M. Iacob Baciu : 2017-2019, président du CES de Roumanie ;
- M. Aka Aouele : 2019-2021, président du CESEC de la Côte d'Ivoire - (M. Charles Koffi Diby, 2019) ;
- Mme Lydia Mikheeva : 2021-2023, présidente de la Chambre civique de la fédération de Russie.
- M. John H. Jacobs, 2023-2025. président du SER Curaçao - Royaume des Pays Bas.

### Secrétaires généraux de l’AICESIS
Le mandat de secrétaire général de l'AICESIS est de quatre ans. Les secrétaires généraux successifs sont :
- M. Bertrand Duruflé : 1999-2008 ;
- M. Patrick Venturini :  janvier 2009 - 2017 ;
- M. Francisco Gonzalez De Lena : 2017-2021 ;
- M. Apostolos Xyraphis : depuis 2021.

## Missions
L'Association, agissant essentiellement comme un réseau, a trois missions principales, dans le respect total de l'indépendance de chacun de ses membres : 
- Développer la coopération entre ses  membres, en favorisant l’échange d’expériences et de bonnes pratiques ;
- Promouvoir le dialogue social et, plus largement, la démocratie participative dans le monde ;
- Enfin, encourager et aider la création de conseils économiques et sociaux dans les États qui n’en possèdent pas, conformément aux principes des Nations unies et de la Déclaration universelle des droits de l'homme, ainsi qu'aux principes et aux droits fondamentaux du travail approuvés par tous les membres de l’Organisation internationale du travail.

## Fonctionnement

### Composition
À ce jour, l’AICESIS  compte 72 membres, dont 62 membres ordinaires, 6 membres associés et 4 observateurs.
L’AICESIS est composée de 4 organes dirigeants :
- L’Assemblée Générale se réunit une fois par an dans l’un des pays membres. Elle est souveraine et prend, à la majorité absolue, toutes les décisions importantes pour la vie de l’Association.

- Le Conseil d’Administration administre l’Association. Il se réunit aussi souvent que le président ou deux autres administrateurs l'estiment souhaitable, en général deux fois par an. Le Conseil d'Administration est composé de 18 membres. Ceux-ci  sont élus par l’assemblée générale pour une durée de 2 ans, en tenant compte d’une répartition géographique équilibrée (actuellement, trois représentants pour l’Amérique latine et les Caraïbes, six représentants pour l’Afrique, cinq représentants pour l’Europe, trois représentants pour l’Asie-Eurasie-Moyen-Orient).

- Le Président est un Président d'un Conseil ou d'une Institution similaire membre effectif. Il est désigné pour deux ans, selon un principe de rotation sur une base continentale par l'Assemblée Générale. Le Président a, avec le Conseil d’Administration, la responsabilité de la direction de l’AICESIS. Il représente l'Association et assure la présidence du Conseil d'Administration et de l'Assemblée Générale.

- Le Secrétariat Général est composé d'un Secrétaire Général, élu par l'Assemblée Générale sur proposition du Conseil d'Administration pour un mandat de 4 ans, de Secrétaires Généraux Adjoints (un par continent), nommés par le Conseil d'Administration pour 2 ans, d'un Administrateur et de Chargés de mission. Le Secrétaire Général est un permanent de l’Association, il assure la gestion au jour le jour ainsi que l’exécution des missions et du suivi des décisions. Il prépare le plan de développement de moyen-terme de l'Association, les propositions soumises à l'Assemblée Générale et au Conseil d’Administration, prépare et gère le budget. Enfin, il participe, avec le Président, à la représentation de l’AICESIS.

### Financement
Le budget de l’AICESIS est constitué, pour l’essentiel, par les cotisations de ses membres, dont le montant est fixé par l’Assemblée Générale. 
Cependant, l’Association bénéficie également de contributions en nature de la part de certains membres. Ainsi, la plupart des membres s’efforcent, chacun selon ses moyens, de participer aux dépenses de l’AICESIS, par exemple en accueillant et prenant en charge les dépenses relatives à une réunion (conférence, réunions de groupes de travail, assemblée générale, conseil d’administration, etc.).

### Travaux
Le plan de développement de moyen terme de l’AICESIS définit les priorités suivantes :
- Améliorer la gouvernance interne en augmentant l’information et la transparence dans le processus de décision et l’implication des membres ;
- Développer  l’information et la communication ;
- Renforcer les partenariats  avec les organisations internationales : OIT, Conseil économique et social des Nations unies (ECOSOC), Département des Affaires économiques et sociales des Nations unies (UNDESA) ;
- Améliorer la coopération et les échanges d’expériences entre les membres sur des thèmes concrets;
- Aider  à la création de CES dans le monde.

Chaque année, l’Assemblée Générale de l’AICESIS décide des thèmes de travail prioritaires pour l’Association. Les méthodes de travail, organisées par le secrétariat général, font en sorte que les travaux soient accessibles à tous les membres.

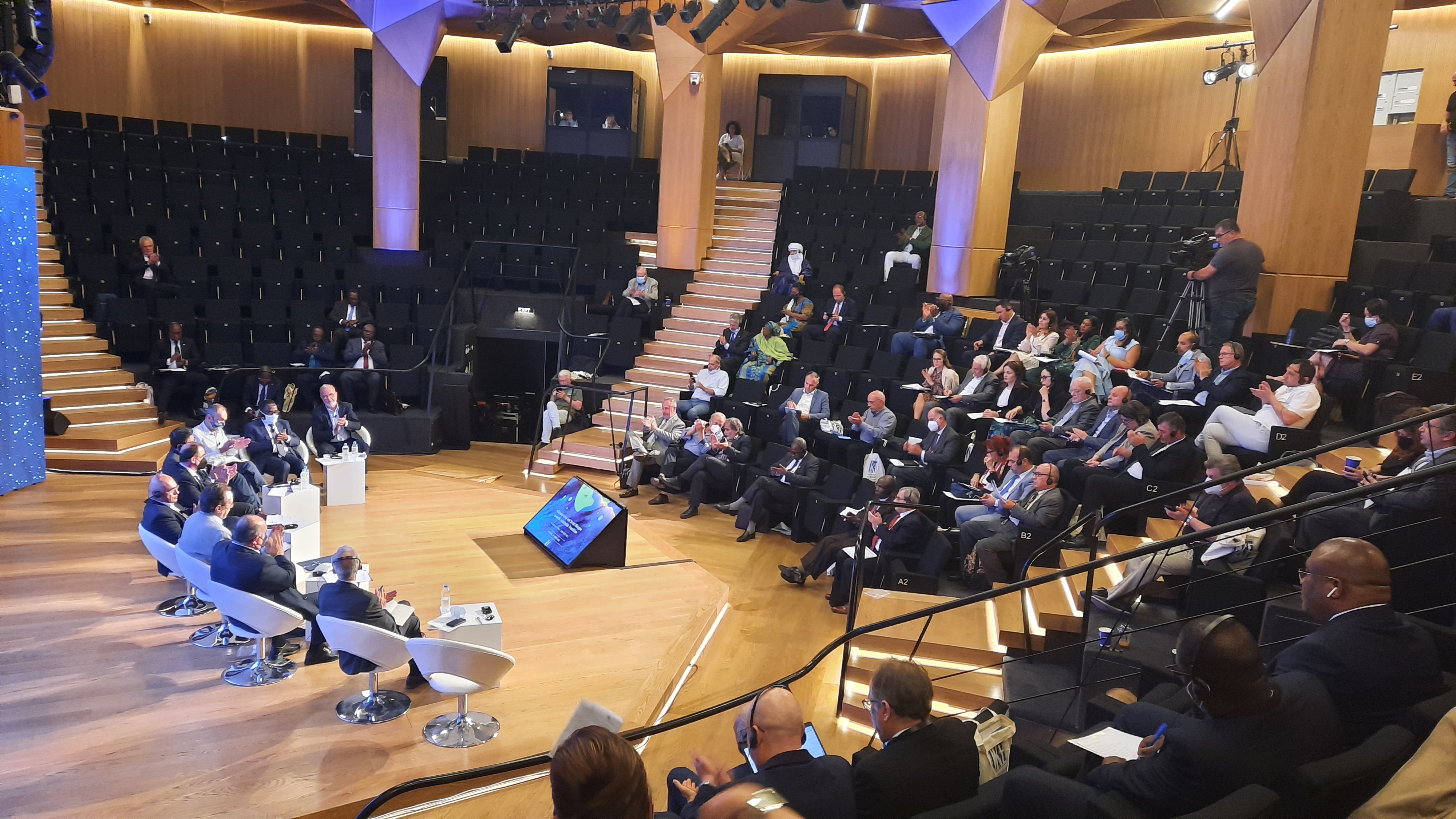
Aicesis Conference on climate change, Athens 2022.

Les principaux thèmes de travail (thème de la Présidence pour son mandat) de l’AICESIS ont porté dans le passé sur « La mondialisation du commerce mondiale et ses conséquences » (2000) ; « La lutte contre la pauvreté par le développement durable : vers une approche de partenariat » (2003) ; « La création à l’échelon national et international d’un environnement favorable à un emploi productif et un travail décent pour tous, et étude de cet impact sur le développement durable » (2006) ; « Intensifier la coopération internationale, promouvoir un développement commun, construire un monde harmonieux » (2007) ; « Le rôle des CES/IS dans la nouvelle gouvernance mondiale, économique, sociale et environnementale » (2011); « Quelles nouvelles problématiques et quel rôle pour la société civile organisée pour la promotion de l'emploi et l'intégration socio-professionnelle des jeunes » (2013);  «Le capital humain national et les nouvelles sources de compétitivité nationale » (2015); "Le rôle des CES-IS dans la lutte contre les inégalités liées à la pauvreté" (2015-2017) et " Le rôle de la révolution numérique dans l'avenir de l'humanité" (2017-2019).Le thème pour la période 2021-2023 prospecta challenges et solutions liés à l' ère numérique.
Depuis 2007, l’AICESIS décerne les Prix des Objectifs du millénaire pour le développement. Les premiers Prix ont été attribués par le Président de la République du Brésil, M. Lula da Silva en novembre 2007 à Brasilia (Brésil), aux organisations de la société civile et aux institutions publiques ayant entrepris des initiatives remarquables pour l'éducation (OMD 2). Les seconds ont été remis en juillet 2011 à Rome (Italie), en présence du Président de la République italienne, M. Giorgio Napolitano, à des initiatives remarquables visant à promouvoir l'autonomisation des femmes (OMD 3). Les troisièmes Prix ont été attribués en septembre 2013 à Alger (Algérie) aux organisations de la société civile ayant entrepris des initiatives remarquables pour l'accomplissement des OMD 1 et 8 « Plein emploi, travail décent et productif pour réduire la pauvreté ». La dernière édition sera organisée en septembre 2015 à Moscou (Russie), pour récompenser les CES/IS pour leurs actions en faveur du Programme de développement post-2015.
Depuis 2009, l’AICESIS organise tous les deux ans, l’université d’été internationale des jeunes en début de carrière, issus d’un CES, d’une IS, d’une organisation membre de ces institutions ou impliqués dans le Dialogue social au niveau national. La première édition s’est tenue en août 2009 à Noordwijk (Pays-Bas) sur le thème : « Les CES dans un monde globalisé ». La deuxième édition a été organisée à Shanghai (Chine) en septembre 2012 sur « Les CES et le développement durable ». La troisième édition s’est tenue  en septembre 2015 à Kabardino-Balkaria (Russie) sur « La coopération internationale entre les conseils économiques et sociaux et institutions similaires en faveur du développement global ».
De plus, l’AICESIS a développé une base de données mondiale qui recense tous les Conseils économiques et sociaux, Institutions similaires ou institutions de dialogue social qui existent à travers le monde.
Elle publie mensuellement une lettre électronique disponible en six langues: anglais, arabe, espagnol, français, italien et russe.

### Relations avec les autres organisations internationales

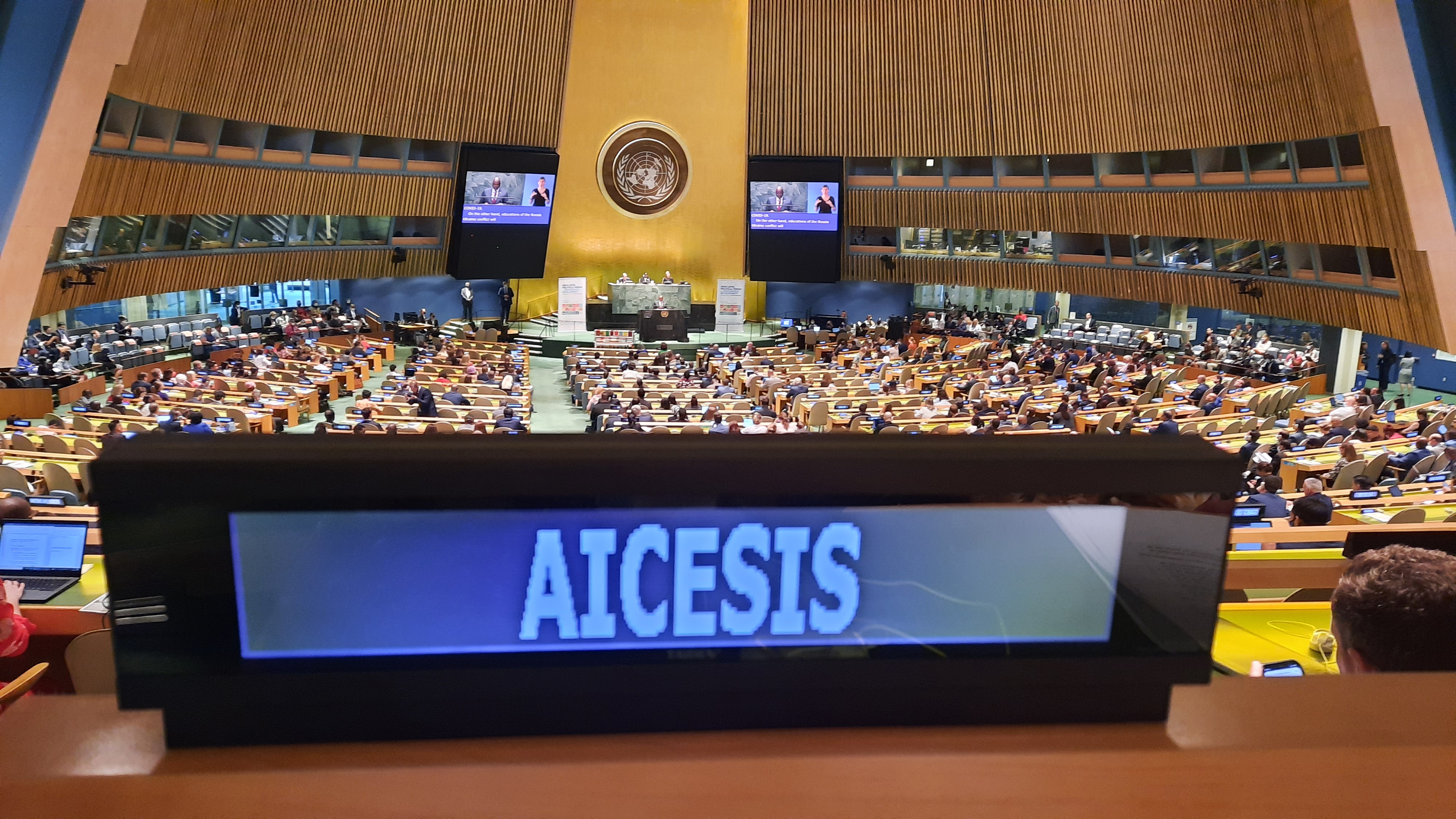
Aicesis at the UN HLF,2022.

En octobre 2001, l’AICESIS a obtenu le statut d’observateur permanent à compétence générale, au titre d’Organisation intergouvernementale (OIG), auprès du Conseil économique et social des Nations unies (ECOSOC). Cela lui permet notamment d'intervenir, aux côtés des représentants des gouvernements et des organisations non gouvernementales (ONG), et d'exprimer le point de vue des Conseils économiques et sociaux lors des segments de haut niveau annuels de l’ECOSOC. Le SG de l'AICESIS, après invitation du Président de l' ΕCOSOC, a participé comme panelist au HLF de 2022 sur les ODD et l'Agenda 2030.  
En novembre 2006, l’Organisation internationale du travail a accordé à l’AICESIS le statut d’invité permanent aux instances dirigeantes de l’OIT. Chaque année, l'AICESIS intervient, en tant qu'organisations non gouvernementales, lors de la Conférence internationale du travail, aux côtés des représentants des gouvernements et des organisations non gouvernementales (ONG), et exprime le point de vue des Conseils économiques et sociaux. 
En mai 2012, l’AICESIS et l’Organisation internationale du travail ont signé un accord de coopération. L’OIT et l’AICESIS ont ainsi organisé de nombreuses conférences communes dans ce cadre (12-13 octobre 2010 à Cotonou, Bénin : Rôle des CES dans la mise en œuvre du Pacte Mondial pour l’Emploi ; 12-14 avril 2011 à Dakar, Sénégal : Rôle des CES concernant les politiques publiques d’emploi ; 10-11 novembre 2011 à Saint-Domingue (ville), République dominicaine : Séminaire régional Amérique latine sur « Le rôle des CES dans le dialogue social » ; 8-9 mai 2012 à Genève, Suisse : socle de protection sociale ; 3-4 décembre 2013 à Madrid, Espagne : rôle des CES dans la crise mondiale économique, financière et de l’emploi ; 20-21 novembre 2014 à Séoul, Corée du Sud : socles de protection sociale pour tous). La Conférence conjointe de 2023 aura lieu à Athènes (Grèce) et se portera sur le rôle des CES et IS face aux inégalités dans le monde du travail.
Enfin, grâce à l’expérience et au concours du Comité économique et social européen (CESE) et de l’Union des conseils économiques et sociaux d'Afrique (UCESA), l’AICESIS s’efforce de promouvoir les processus d’intégration régionale et toutes les formes de dialogue entre acteurs économiques et sociaux du Nord et du Sud, de l’Est et de l’Ouest.